# The Road (álbum de Mike + The Mechanics)
The Road es el séptimo álbum de estudio de Mike + The Mechanics, lanzado en 2011 por Sony Music. Este fue su primer álbum que presentó una formación completamente nueva, conservando únicamente a Mike Rutherford.
Tras el lanzamiento de Rewired en 2004 y la gira de apoyo, el grupo dejó de funcionar. En 2009, surgieron rumores de que Mike Rutherford tenía planes de resucitar a la banda y había comenzado a trabajar en un nuevo álbum. Se informó que Andrew Roachford se convertiría en el nuevo cantante. Poco después se mencionaron otros dos nombres: Arno Carstens y Tim Howar. Las primeras sesiones produjeron las canciones "Background Noise", "It Only Hurts for a While" y "Hunt You Down", con Carstens como voz.
Las sesiones continuaron durante 2010. A finales de 2010, se anunció oficialmente que Rutherford, Roachford y Howar habían grabado un nuevo álbum de Mechanics. El resto de la banda estaba formada por el baterista Gary Wallis, el guitarrista Anthony Drennan y el teclista Luke Juby.
Las sesiones continuaron durante 2010. A finales de 2010, se anunció oficialmente que Rutherford, Roachford y Howar habían grabado un nuevo álbum de Mechanics. El resto de la banda estaba formada por el baterista Gary Wallis, el guitarrista Anthony Drennan y el teclista Luke Juby.
El álbum fue reeditado en 2017 por el sello actual de la banda, BMG (antiguo propietario de Artista).

## Lista de canciones
| N.º | Título                      | Productor(es)            | Duración |  |
| 1.  | «The Road»                  | Neil, Rutherford         | 4:20     |  |
| 2.  | «Reach Out (Touch the Sun)» | Rutherford, Graham Stack | 4:03     |  |
| 3.  | «Try to Save Me»            | Neil, Rutherford         | 3:47     |  |
| 4.  | «Background Noise»          | Neil, Rutherford         | 4:15     |  |
| 5.  | «I Don't Do Love»           | Neil, Rutherford         | 4:34     |  |
| 6.  | «Heaven Doesn't Care»       | Neil, Rutherford         | 3:37     |  |
| 7.  | «It Only Hurts for a While» | Neil, Rutherford         | 4:09     |  |
| 8.  | «Walking on Water»          | Rutherford, Stack        | 3:41     |  |
| 9.  | «Hunt You Down»             | Neil, Rutherford         | 3:44     |  |
| 10. | «Oh No»                     | Neil, Rutherford         | 4:17     |  |
| 11. | «You Can Be the Rock»       | Neil, Rutherford         | 5:17     |  |